# Джаму
Джа́му (индон. jamu) — система народной медицины с использованием лекарственных средств растительного, животного и минерального происхождения (в виде мазей, порошков и особенно отваров) в Индонезии, Малайзии и Брунее. Одно из главных направлений — достижение омолаживающего эффекта, сохранение красоты и половой потенции.

Торговка джаму в Куала-Лумпуре, 2008 г.

Принципы джаму основаны на рецептах, которые исторически были сформированы уличными продавцами трав. Наиболее известные предприятия по производству джаму в Индонезии — «Аир манчур», «Джаго», «Нёнья Менеер» и «Симона», в Малайзии — «Рату», «Махарани», «Мак Дара».